# ژان دانیل
ژان دانیل بن سعید (به فرانسوی: Jean Daniel Bensaïd) زادهٔ ۲۱ ژوئیه ۱۹۲۰ در البلیده در نزدیکی الجزیره، نویسنده و روزنامه‌نگار فرانسوی است. او در ۱۹۶۴ هفته‌نامهٔ لو نوول اوبزرواتور را تأسیس کرد. وی در ۱۹ فوریه ۲۰۲۰ درگذشت.

## زندگی‌نامه
ژان دانیل در سال ۱۹۲۰ در یک خانواده یهودی الجزایری اروپایی‌تبار به دنیا آمد. او یازدهمین و آخرین فرزند ژول بن سعید و راشل بن سیمون بود. در جوانی شیفتهٔ مکتب مارکسیسم شد و مدتها باور داشت که مدینهٔ فاضله را باید در اتحاد جماهیر شوروی یافت، اما با مطالعهٔ کتاب بازگشت از شوروی اثر آندره ژید، از نظام کمونیستی آنجا سرخورده شد و به چپ‌گرایی به شیوهٔ سوسیالیسم لئون بلوم روی آورد.
در طول جنگ جهانی دوم به گروه‌های مقاومت برای آزادی الجزایر پیوست. پس از مدتی فعالیت چریکی، در ۱۹۴۵ رهسپار پاریس شد و در دانشگاه سوربن ثبت نام کرد. همزمان برای نشریه کمبا (به فرانسوی: Combat) وابسته به نهضت مقاومت فرانسه مقاله می‌نوشت. در ۱۹۴۷ با آلبر کامو آشنا شد و این دوستی به مرور زمان به صمیمیتی بی‌بدیل تبدیل شد. از دیگر دوستان دانیل باید از امانوئل روبلس، ژان-پل سارتر، آندره مالرو، امانوئل مونیه و نیز رمون آرون نام برد. دانیل در دههٔ پنجاه میلادی بخش قابل توجهی از مقاله‌های خود را به موضوع جنگ الجزایر اختصاص داد و به دفاع از مذاکره با جبهه آزادیبخش میهنی (به عربی: جبهة التحریر الوطنی) پرداخت. در در جریان کشمکش نظامی میان فرانسه و تونس، در بنزرت شدیداً مجروح و چندین ماه در بیمارستان بستری شد. او در ۱۹۶۴ هفته‌نامهٔ لو نوول اوبزرواتور را تأسیس کرد. دانیل علاوه بر صدها مقاله، مؤلف چندین اثر ادبی و تاریخی است که از میان آنها کتاب خطا یا زندگی ثانوی سیلون رُگار (L'Erreur ou la Seconde Vie de Sylvain Regard) در ۱۳۹۸ توسط غلامرضا ذات‌علیان (نشر آویسا) به فارسی ترجمه شده‌است.
ژان دانیل پدر سارا دانیل، خبرنگار حوزهٔ خاورمیانه است که چند کتاب و مقاله‌های زیادی دربارهٔ افغانستان، سوریه و نیز ایران دارد.